# Licciana Nardi

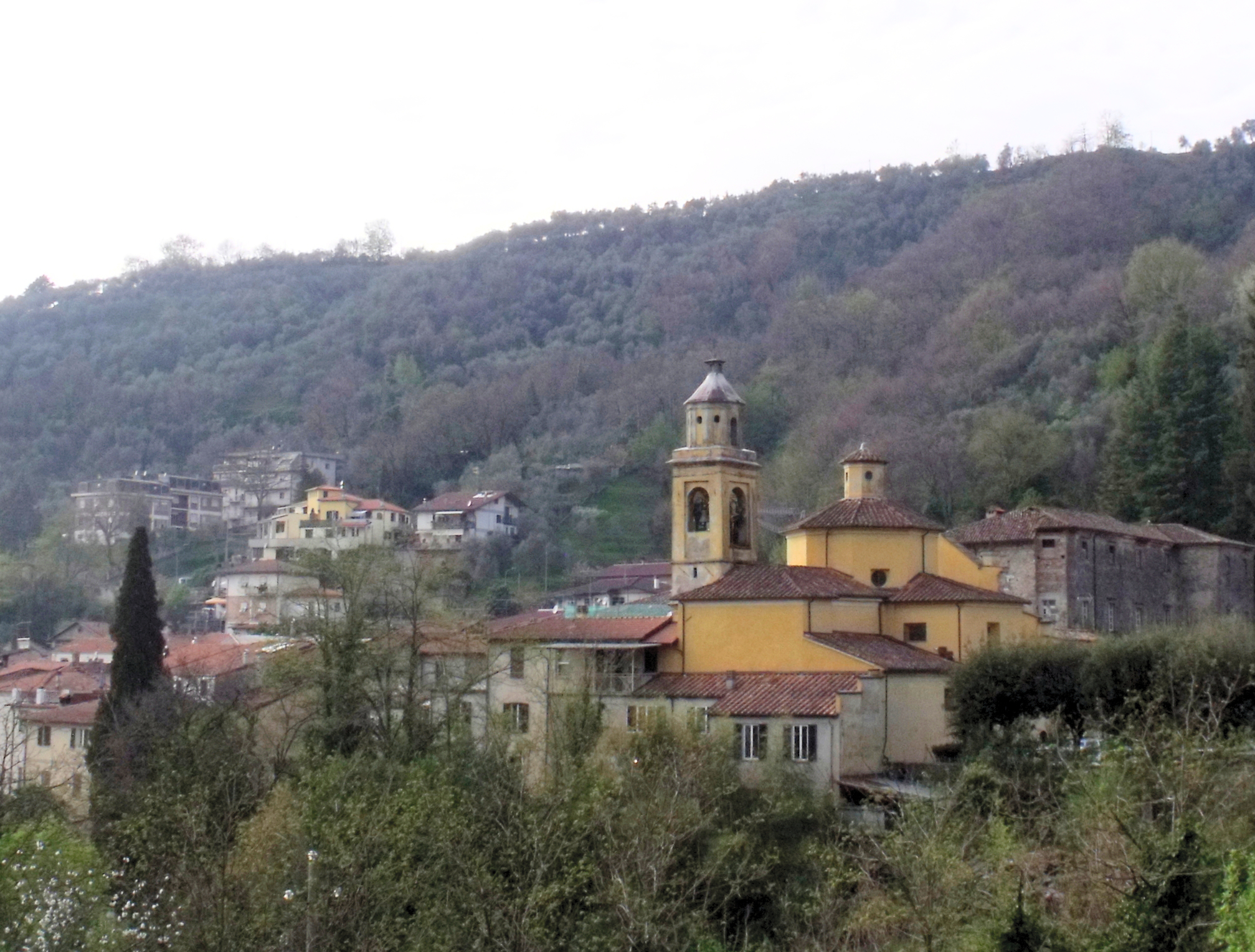
Licciana Nardi

Licciana Nardi là một đô thị ở tỉnh Massa-Carrara trong vùng Toscana, tọa lạc khoảng 110 km về phía tây bắc của Florence và khoảng 25 km về phía tây bắc của Massa.
Licciana Nardi giáp các đô thị sau: Aulla, Bagnone, Comano, Fivizzano, Monchio delle Corti, Podenzana, Tresana, Villafranca in Lunigiana.